# Stenocercus eunetopsis
Stenocercus eunetopsis este o specie de șopârle din genul Stenocercus, familia Tropiduridae, descrisă de Cadle 1991. Conform Catalogue of Life specia Stenocercus eunetopsis nu are subspecii cunoscute.